# The Night Flyer
The Night Flyer is een Amerikaanse dramafilm uit 1928 onder regie van Walter Lang. De film werd destijds in Nederland uitgebracht onder de titel De posttrein.

## Verhaal
Jimmy Bradley werkt als stoker op een locomotief. Hij is verloofd met Kate Murphy, maar zij maakt het uit, wanneer hij dronken wordt op een vrijgezellenfeest. Kate wordt verliefd op diens rivaal Bat Mullins, een machinist in een posttrein. Tijdens een treinstoring worden de twee concurrenten gedwongen tot samenwerking.

## Rolverdeling
| Acteur           | Personage      |
| ---------------- | -------------- |
| William Boyd     | Jimmy Bradley  |
| Jobyna Ralston   | Kate Murphy    |
| Philo McCullough | Bat Mullins    |
| Anne Schaefer    | Mevrouw Murphy |
| DeWitt Jennings  | Bucks          |
| John Millerta    | Tony           |
| Robert Dudley    | Freddy         |